# Étienne Chaillou
Pour les articles homonymes, voir Chaillou.
Étienne Chaillou est un réalisateur français, né le 10 novembre 1980 à Pontivy (Morbihan).
Il est notamment connu pour avoir coréalisé avec Mathias Théry les documentaires La Sociologue et l'Ourson et La Cravate.

## Biographie
Étienne Chaillou naît le 10 novembre 1980 à Pontivy (dans le Morbihan). Sa mère est institutrice et son père directeur d’une association de logement social. Il grandit à Tours dans une famille militante de catholiques de gauche. À partir de 10 ans, il s'intéresse à la bande dessinée.
Il étudie l'animation à l'École nationale supérieure des arts décoratifs (Ensad). C'est dans ce cadre qu'il rencontre en 2000 Mathias Théry, étudiant en photo-vidéo, avec qui il entame une collaboration régulière, d'abord au sein d'une fanfare, où Chaillou joue du soubassophone.
Étienne Chaillou réalise un premier court métrage puis en 2006, avec Mathias Théry, un documentaire de 52 minutes pour la télévision, Cherche toujours !. Le duo enchaîne avec une websérie documentaire pour Arte, J'ai rêvé du Président.
À l'occasion des débats sur le « Mariage pour tous » et des mouvements d'opposition à cette loi, Chaillou et Théry réalisent La Sociologue et l'Ourson, entre autres en interrogeant Irène Théry, mère de Mathias et sociologue.

## Filmographie
Sauf indication contraire, les informations mentionnées dans cette section peuvent être confirmées par les bases de données cinématographiques IMDb et Allociné,  présentes dans la section « Liens externes ».
Comme réalisateur-scénariste :

### Seul
- 2005 : Les oreilles n'ont pas de paupières (court métrage documentaire)

### Avec Mathias Théry
- 2008 : Cherche toujours ! (téléfilm documentaire) produit par Les Films d'Ici[2]
- 2012 : J'ai rêvé du Président (websérie documentaire, 26 épisodes)[1] produit par Quark Productions
- 2016 : La Sociologue et l'Ourson (documentaire) produit par Quark Productions[3]
- 2017 : Premier Vote : Considérant la jeunesse (série documentaire) produit par GoGoGo Films, Pardi productions, Deuxième ligne[4]
- 2020 : La Cravate (documentaire) produit par Quark Productions[5]

## Distinctions

### Récompenses
- Festival international du film politique 2019 : Grand Prix pour La Cravate[6]
- FIPADOC 2020 :  Prix du jury européen pour La Cravate[7]
- Festival Repérages 2020 : Grand Prix pour La Cravate[8]

### Nominations
- Lumières 2017 : meilleur documentaire pour La Sociologue et l'Ourson
- Lumières 2020 : meilleur documentaire pour La Cravate
- César 2021 : meilleur film documentaire pour La Cravate